# William Ernest Henley
William Ernest Henley (ur. 23 sierpnia 1849 w Gloucester, zm. 11 lipca 1903 w Woking) – angielski krytyk i poeta.
Henley urodził się w Gloucester jako najstarszy z szóstki rodzeństwa. Jego ojciec, William, był księgarzem, umarł w 1868. Jego matka, Mary Morgan, była potomkiem poety i krytyka Josepha Whartona.
W latach 1861-1867 uczęszczał do The Crypt School w Gloucester.
W wieku lat 12 Henley zachorował na gruźlicę kości. Choroba zakończyła się amputacją nogi poniżej kolana.
W 1867 roku Henley zdał Oxford Local Schools Examination i wyprowadził się do Londynu, gdzie pracował jako dziennikarz. W ciągu następnych lat często bywał w szpitalach, gdy gruźlica dopadła i drugą nogę. Stopę poety uratowała operacja przeprowadzona przez Josepha Listera.
22 stycznia 1878 roku poślubił Anne Johnson Boyle.
Henley zmarł w roku 1903 w swym domu w Woking i został pochowany w grobie swej córki cmentarzu Cockayne Hatley w Bedfordshire.
Był przyjacielem Roberta Louisa Stevensona, który na jego wzór wymodelował postać Johna Silvera w powieści Wyspa skarbów.

## Ważniejsze dzieła
- Invictus[2]
- Margaritae Sorori
- Views and Reviews
- The Song of the Sword
- Pro Rege Nostro